# Бабаян, Артур Адамович
Артур Адамович Бабаян (9 июля 2002) — российский тяжелоатлет. Чемпион России 2024 года в категории до 109 кг, призёр чемпионатов России 2020, 2023 и 2025 годов. Мастер спорта России международного класса (2020).

## Биография
Артур Адамович Бабаян родился 9 июля 2002 года.
На соревнованиях представляет Владимирскую область и город Москву. 
В 2019 году на молодёжном чемпионате мира, который проходил на острове Фиджи, Артур в весовой категории до 96 кг завоевал бронзовую медаль с общим результатом по сумме двух упражнений - 346 кг.
В 2020 году на чемпионате страны, который состоялся в Грозном, в весовой категории до 96 кг, Бабаян впервые в карьере завоевал бронзовую медаль чемпионата России. Его результат по сумме двух упражнений - 356 килограмм.
На чемпионате России по тяжёлой атлетике 2023 года, который состоялся в Новом Уренгое, Артур стал серебряным призёром в весовой категории до 102 кг. Общий вес на штанге им был зафиксирован в количестве 382 килограмма.
В июле 2024 года на национальном чемпионате в Новосибирске в весовой категории до 109 кг стал чемпионом с результатом 388 кг по сумме двух упражнений. 
В августе 2025 года на чемпионате России в Санкт-Петербурге стал серебряным призёром в весовой категории до 109 кг, взяв 391 кг по сумме двоеборья. В упражнении "рывок" стал победителем, а в "толчке" был вторым. 

## Награды и звания
- Мастер спорта России международного класса, 23 октября 2020 года[3].
- Мастер спорта России, 8 октября 2018 года[4].

## Основные результаты
| Год  | Соревнования     | Место проведения | Весовая категория | Рывок, кг | Толчок, кг | Сумма, кг | Место |
| ---- | ---------------- | ---------------- | ----------------- | --------- | ---------- | --------- | ----- |
| 2020 | Чемпионат России | Грозный          | до 96 кг          | 161       | 195        | 356       | 3     |
| 2023 | Чемпионат России | Новый Уренгой    | до 102 кг         | 177       | 205        | 382       | 2     |
| 2024 | Чемпионат России | Новосибирск      | до 109 кг         | 173       | 215        | 388       | 1     |
| 2025 | Чемпионат России | Санкт-Петербург  | до 109 кг         | 176       | 215        | 391       | 2     |